# Bangli
Bangli ist der Hauptort des indonesischen Regierungsbezirks (Kabupaten) Bangli.

## Geographie
Bangli liegt im östlichen Teil der Insel Bali, an der Südflanke des zentralen Gebirgsmassivs in etwa 430 m Höhe, und hat deshalb ein sehr angenehmes Klima. Die Stadt gehört zum Distrikt (Kecamatan) Bangli und liegt im Süden des Regierungsbezirks.

## Einwohner
Bangli hat 43.859 Einwohner (2005).

## Kultur
Die einstige Hauptstadt des aus der Gelgel-Dynastie hervorgegangenen Königreiches ist heute ein florierendes Geschäfts- und Marktzentrum, das für seine Festivals, Tanz- und Wayang-Aufführungen bekannt ist.

## Sehenswürdigkeiten
Pura Kehen liegt am nördlichen Rand der Stadt und ist eine der größten und sehenswertesten Tempelanlagen Balis. Gegründet wurde das Heiligtum im 11. Jahrhundert vom königlichen Priester Sri Brahma Kemute Ketu. Der Eingangsbereich zieht sich in mehreren Terrassen den Berg hinauf. Eine lange, beidseitig skulpturengeschmückte Treppe führt durch ein Steintor mit Kala-Makara-Kopf in den ersten von drei Höfen, die die Trinität im hinduistischen Glauben darstellen. Im äußeren Vorhof (Jaba Sisi) befinden sich rechts die Plätze für das Gamelan-Orchester, linkerhand sammeln sich die Gläubigen und an der Wand, die den nächsten Hof abtrennt, sind mehrere Plätze für die Priester vorgesehen. In die Mauer des inneren Vorhofs (Jaba Tengah) sind wertvolle Teller aus chinesischem Porzellan eingelassen. Ein weiterer Torgang, dessen Wände mit Szenen aus dem Mahabharata verziert sind, führt in das Allerheiligste der Tempelanlage, den inneren Hof (Jeroan). Hier steht ein Meru mit elf Dächern („Tumpang“), das der höchsten Erscheinung Shivas, Sri Batara Shiva, geweiht ist. Die Meru-Basis besteht aus einer Schildkröte, die von einer langen Schlange umwunden ist. Die beiden Tiere symbolisieren die Unterwelt, der Schrein darüber die Erdenwelt und das elfteilige Dach den Himmel. Hinter diesem Hauptschrein stehen eine Anzahl sehr kleiner Schreine, die lokalen Gottheiten geweiht sind. Die nordöstliche Ecke ist von einem steinernen Thron besetzt, der rundum mit Skulpturen der Hindu-Philosophie geschmückt ist. Während unten wieder Schildkröte und Schlange die Unterwelt repräsentieren, sind hinten bemerkenswerte Reliefs von Brahma, Arjuna, Garuda, Vishnu, Shiva, Durga und Ganesha dargestellt.

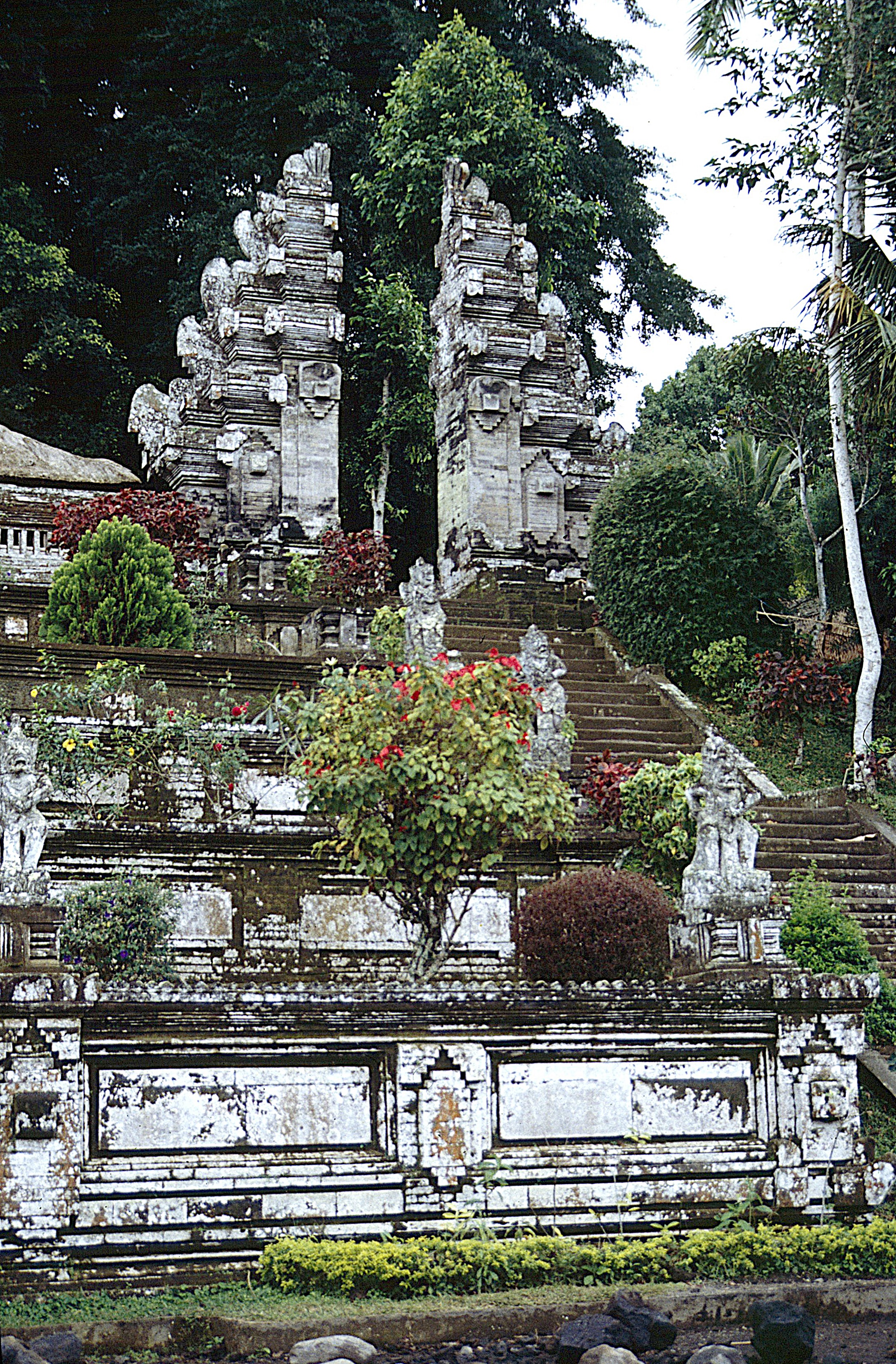
Pura Kehen: Aufgang
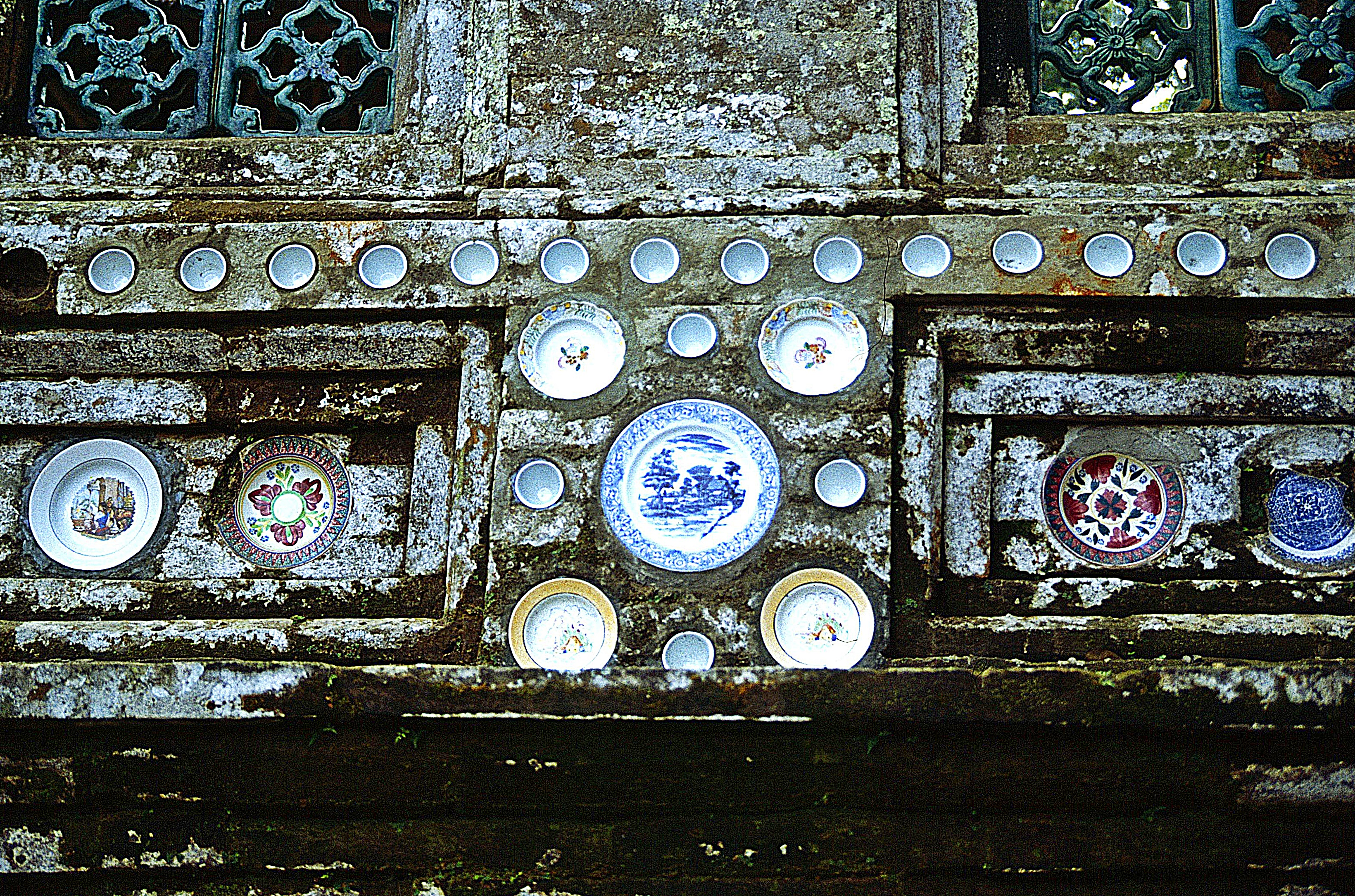
Chinesisches Porzellan
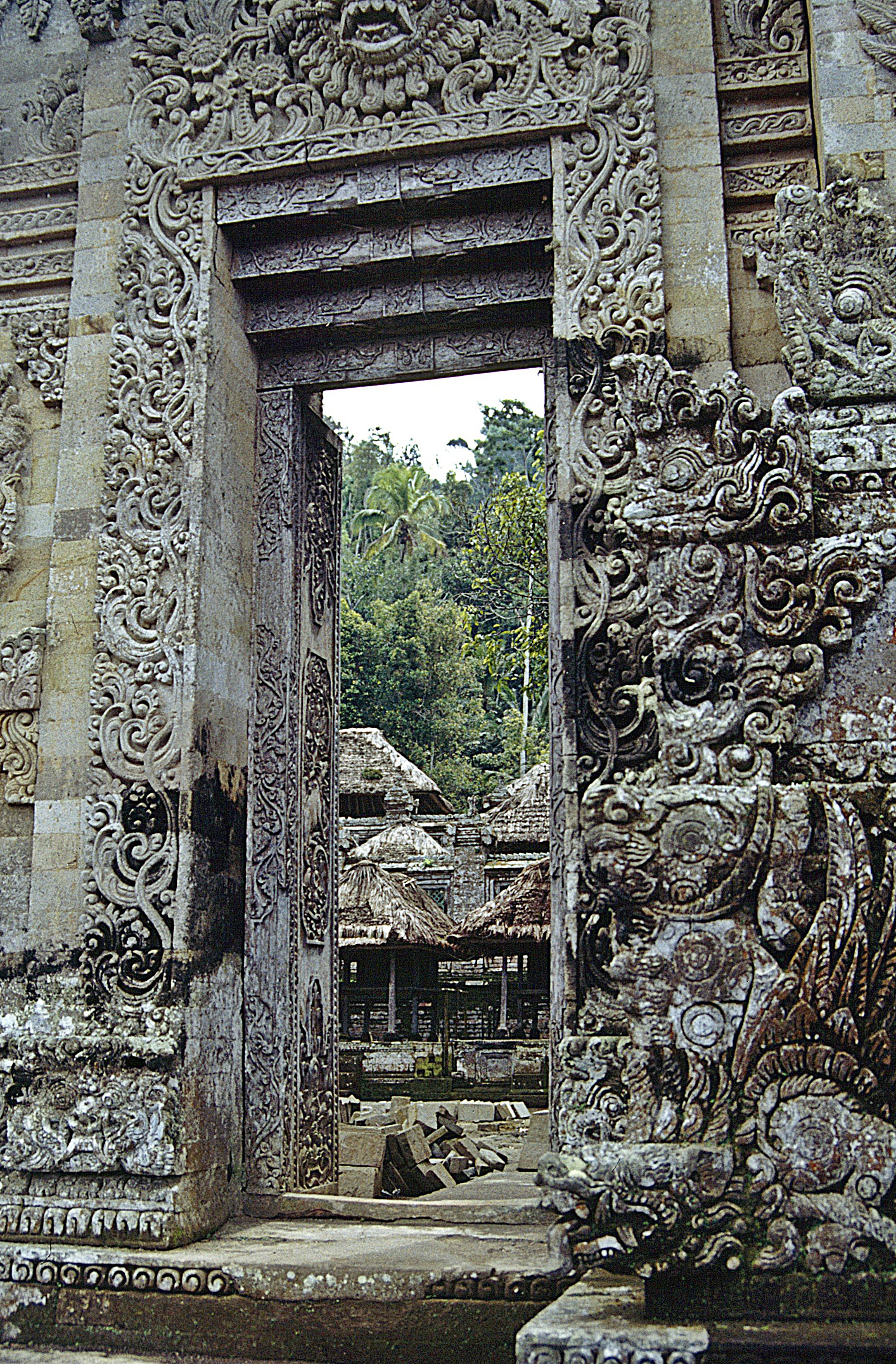
Reliefgeschmücktes Tor
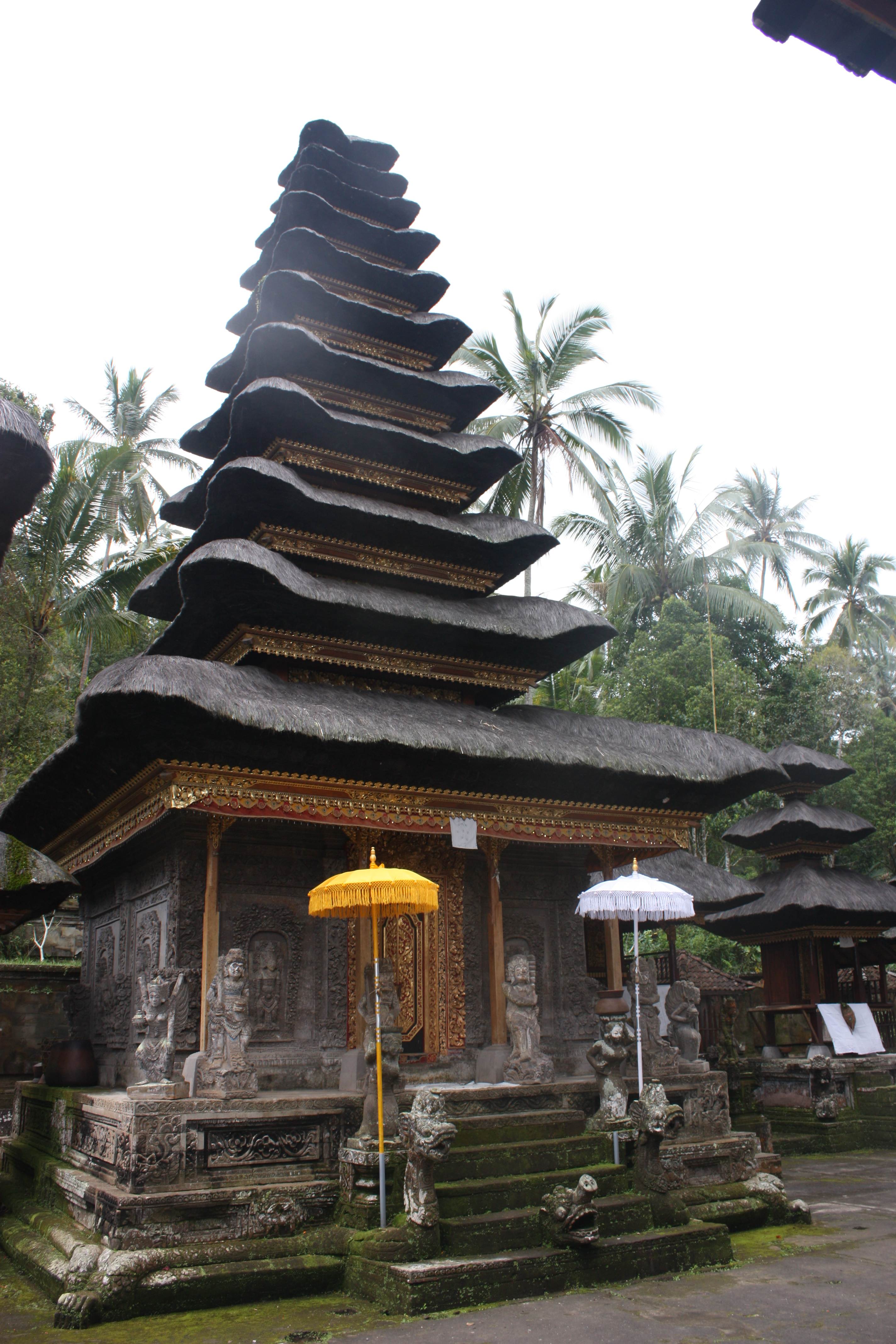
Elf-Tumpang-Meru